# شوح منظاري
شوح منظاري (الاسم العلمي: Abies spectabilis) هو نوع من النباتات يتبع جنس الشوح من الفصيلة الصنوبرية.